# 哈佛-史密松天体物理中心
哈佛-史密松天体物理中心（英文：Center for Astrophysics | Harvard & Smithsonian，前稱，缩写为）是位于美国马萨诸塞州的劍橋的天文研究機構，由哈佛大学天文台和史密松天体物理台聯合建立。

## 历史
哈佛大学天文台建立于1839年，是哈佛大学艺术和科学学院下属的研究机构，并为哈佛大学天文系的教学活动提供设备和其它方面的支持。史密松天体物理台于1890年建立，是史密松研究所的一个机构。1955年，史密松天体物理台将总部迁往劍橋，开始了与哈佛大学天文台长期的合作关系。二者于1973年7月1日正式建立联合机构，即哈佛-史密松天体物理中心。
哈佛-史密松天体物理中心促使两个机构在原子和分子物理、高能天体物理、可见光和红外天文学、射电天文学和天体测量学、太阳物理学、恒星天文学、行星科学、理论天体物理学等方面开展合作，此外还设有专门的教育机构。哈佛大学天文系担负了哈佛-史密松天体物理中心在天文学人才培养方面的工作。
哈佛-史密松天体物理中心的总部位于马萨诸塞州的劍橋，在马萨诸塞州还有三处办公地点，还在亚利桑那州的霍普金斯山建有弗雷德·劳伦斯·惠普尔天文台（FLWO），拥有多镜面望远镜（MMT）、超高能辐射成像望远镜阵列系统（VERITAS）等设备，在夏威夷莫纳克亚参与建设了亚毫米波阵列，在智利的拉斯坎帕纳斯天文台参与建设了麦哲伦望远镜，在南极洲参与建设了南极望远镜。哈佛-史密松天体物理中心参与的空间望远镜项目有钱德拉X射线天文台（CXO）、日出卫星（Solar-B）、太阳和太阳风层探测器（SOHO）、斯皮策空间望远镜（SST）等。
哈佛-史密松天体物理中心还下属有理论原子分子和光学物理研究所（ITAMP）、理论和计算研究所（ITC）和X射线技术中心（CXT）等三个研究中心，以及一个用于科学仪器研发的工程中心（CE）。
1998年是哈佛-史密松天体物理中心成立25周年，庆祝活动上回顾了中心25年来的重要发现和有纪念意义的事件，包括：1973年，由该中心设计的、安装在天空实验室上的设备发现了太阳的冕洞。在天鹅座中证认了第一个黑洞候选天体。1976年火箭实验证实了爱因斯坦广义相对论预言的引力红移。1977年发射了爱因斯坦卫星，开启了X射线天文学的新时代。1979年，多镜面望远镜在亚利桑那开始启用，同年，哈佛-史密松天体物理中心的物理学家史蒂文·溫伯格获得诺贝尔物理学奖。1980年发现了木星的X射线辐射。1981年在猎户座大星云中发现了水分子的脉泽辐射，为测量天体的距离提供了新的手段，同年完成了CfA红移巡天北半球的观测。1982年在超新星遗迹中发现了快速旋转的脉冲星。1986年，哈雷彗星回归，空间天文观测证实了弗雷德·惠普尔关于彗星结构的“脏雪球”理论。1988年，哈佛-史密松天体物理中心下属的橡树岭天文台发现了太阳系外行星的证据。1990年发现了宇宙大尺度结构中的“长城”构造，惠普尔天文台发现了蟹状星云的伽玛射线辐射。1994年，CfA红移巡天扩展到南半球。1995年，哈佛-史密松天体物理中心的天文学家发现了超大质量黑洞存在的证据。同年，次毫米波阵列望远镜在夏威夷莫纳克亚动土兴建。1996年，惠普尔天文台发现了一类新的活动星系；安装在SOHO卫星上、由哈佛-史密松天体物理中心设计的仪器拍摄了首张太阳外层大气的照片，探测到了快、慢两种太阳风。同年，哈佛-史密松天体物理中心成为先进X射线天文设备（AXAF，即后来的钱德拉X射线天文台）的控制中心。1997年首次从观测上确认了黑洞周围的事件视界。
哈佛-史密松天体物理中心总部位于劍橋花园街60号，第10234号小行星“花园街60号”（Sixtygarden）以它的地址命名。

## 历届馆长
- George B. Field: 1973–1982
- Irwin I. Shapiro: 1982–2004
- Charles R. Alcock: 2004–现在

## 经费来源
2010年财政经费来源于:
- 美国国家航空航天局: 70%
- 史密森尼学会 联邦基金: 22%
- 国家科学基金会: 4%
- 美国能源部: 1%
- 安嫩伯格基金会: 1%
- 礼物和捐赠: 1%
- 其它: 1%